# Заря (центр современного искусства)
«Заря» — центр современного искусства во Владивостоке, созданный в 2013 году.

## История
Центр был открыт 1 августа 2013 года во Владивостоке по инициативе предпринимателя Александра Мечетина на территории бывшей швейной фабрики «Заря». Его работа направлена на развитие современного искусства и культуры, а также поддержку художников Дальнего Востока. В день открытия состоялась выставка работ фотохудожника Дмитрия Кирсанова.
Первым шеф-куратором центра в 2013—2014 годах была Екатерина Крылова. В мае 2014 года должность главного куратора центра заняла Алиса Багдонайте, ранее работавшая в ЦСИ «Винзавод», музее архитектуры имени А. В. Щусева и Галерее на Солянке.
С 2015 года центр ежегодно проводит рождественский благотворительный аукцион ведущих художников Приморского края и резидентов «Зари», вырученные средства от которого направляются на помощь детям.
В 2019 году «Заря» была выбрана «Институцией года» на международной ярмарке современного искусства «Cosmoscow».
В 2020 году команда центра создала фонд искусства «Голубицкое», при котором работала собственная арт-резиденция.

### Выставочная деятельность
С 2013 года центр проводит как сторонние выставки, в числе которых «Украшение красивого» (куратор Кирилл Светляков), «Паша 183. Наше дело — подвиг!» (кураторы: Кирилл Кто, Полина Борисова), «Острова Юрия Соболева» (куратор Анна Романова), «Тимур Новиков и „Новые художники“» (куратор Екатерина Андреева); так и создаёт собственные выставочные проекты, ориентированные на развитие локальной художественной сцены: «Георгий Острецов. Автотранс „НП“» (2014); «ЕЁ» (куратор Оксана Саркисян, 2015), «Пустырь и пустошь» (куратор Андрей Ерофеев, 2016), «Вечный двигатель. Русское кинетическое искусство» (куратор Полина Борисова, 2017), «Ассы в массы» (куратор Миша Бастер, 2017—2018).
С ноября 2015 по февраль 2016 года в центре прошла выставка «Край бунтарей. Современное искусство Владивостока. 1960—2010-е», которая включала в себя произведения 23 приморских художников. В 2016 году эта выставка прошла в Санкт-Петербурге в музее «Эрарта», в 2017 году — в Московском музее современного искусства. Выставка была номинирована на государственную премию в области современного искусства «Инновация» в категории «Региональный проект современного искусства».

### Арт-резиденция «Заря»
С 2014 года на базе центра работает арт-резиденция, предоставляющая художникам из разных городов России и зарубежья возможность работать во Владивостоке и реализовывать свои творческие проекты. Первым резидентом стал художник Саша Курмаз.
За время работы арт-резиденция приняла таких художников, как Тимофей Радя, Алексей Булдаков, Дмитрий Булныгин, Сергей Шутов, Слава ПТРК, Иван Горшков, Ирина Корина, Александр Флоренский, Ольга Флоренская и других. Всего её участниками стали более 100 художников из 21 страны.
В 2018 году арт-резиденция ЦСИ «Заря» была номинирована на государственную премию в области современного искусства «Инновация» в категории «Лучший региональный проект».
В 2020 году выставка «In Residence. Из коллекции Центра современного искусства „Заря“» (кураторы А. Багдонайте, А. Василенко, А. Ким), в которую вошли избранные художественные проекты и произведения, созданные художниками во время арт-резиденции, стала лауреатом государственной премии в области современного искусства «Инновация» в номинации «Региональный проект».
С 2020 по 2022 год программа арт-резиденции была приостановлена, в 2023 году вновь возобновила работу во Владивостоке.